# 丸正 (百貨店)
株式会社丸正（まるしょう）は、和歌山県和歌山市の繁華街「ぶらくり丁」にかつて存在した非上場の百貨店。「丸正あってのぶらくり丁、ぶらくり丁あっての丸正」といわれたほど、ぶらくり丁と密接な関係にあった。

## 概要
1891年（明治24年）10月に松尾呉服店として創業し、1932年（昭和7年）10月に商号を丸正百貨店に変更。
1945年（昭和20年）7月9日の和歌山大空襲で店舗が全焼し、第3代社長の松尾正助も殉職した。1946年（昭和21年）に村垣彦次郎が第4代社長に就任し、1950年（昭和25年）10月3日に株式会社丸正を設立。1953年（昭和28年）12月には第一期の再建工事が完了した。
大丸やビブレなどと共にぶらくり丁商店街に位置する3つの大型店の一つであっただけでなく、和歌山県ではトップの集客力と知名度を誇る老舗百貨店として1984年（昭和59年）8月期には売上高約163億円を上げていた。
1987年（昭和62年）4月に和歌山近鉄百貨店(近鉄百貨店和歌山店の前身)がJR和歌山駅前に完成した和歌山ターミナルビルに移転したことに対抗して老朽化していた店舗を建て直すことを目指し、その新築工事のため1988年（昭和63年）4月14日に和歌山市西汀丁に仮店舗を建設して移転した。そして、仮店舗での営業中はリムジンによる常連客の送迎を行って顧客をつなぎとめ、1990年（平成2年）10月6日に新本館、1991年（平成3年）10月には北別館を完成させた。
しかし、駐車場が不足するなどモータリゼーションへの対応が遅れていたところへ郊外への大型店の進出したことなどが影響して売上が減少していたところに、この新築工事での投資負担が重荷となって資金の固定化と連続した赤字決算を招いて債務超過に陥り、1994年（平成6年）8月頃から経営悪化が懸念され始めていた。
売上高は1997年（平成9年）8月期には新館の開業効果もあって約152.67億円まで回復させた。しかし、バブル崩壊後の消費低迷や2000年（平成12年）春にライバルの和歌山近鉄百貨店が増床した影響などで店頭販売が再び減少に転じ、並行して外商売上も減少したため2000年（平成12年）8月期には約125億円まで再び落ち込んだ。そうした売上低迷などもあって同年6月からは信用不安が囁かれるようになった。
その結果、2000年（平成12年）10月から2001年（平成13年）2月までの5か月間で9億円以上の商品券が流入する予想外の事態が起こり、丸正は全国百貨店共通商品券の発行を停止した。同年2月8日には著しい信用低下のために全国百貨店共通商品券発行会が丸正発行の全国百貨店共通商品券の取り扱いを停止する事態となった。
2000年（平成12年）後半からテナントの撤退が相次ぎ、翌2001年2月5日には良品計画（無印良品）との取引を停止されて売場を閉じたり、商品の補充が滞って、空いた売り場を埋めるために、上層階を閉鎖したりした結果売場が半分になったほか、お得意様招待会を連発したりと、形振り構わぬ営業振りだった。
同年2月26日、約231億円もの負債を抱えて和歌山地方裁判所に破産申し立てを行い、自己破産。ライバルの和歌山近鉄百貨店（現在の近鉄百貨店和歌山店）が、移転・増築により、立地・規模・設備で優位に立ったため、規模だけでも挽回しようと、バブル絶頂期に無理な投資を行ったことが、倒産の大きな原因であった。
当時の和歌山市長旅田卓宗は跡地に「公立和歌山創造大学（仮称）」を設ける計画を主張したが、2002年（平成14年）7月に市議会で否決されて頓挫し、その後2003年（平成15年）には地元不動産事業者が再生計画を作ったが、本館の計画は実現せず、2004年（平成16年）に北別館のみをレストラン･音楽スタジオなどの複合施設として開業したものの、短期間で破綻に追い込まれた。
最終的には、地元に本社を置く編み機メーカー大手の島精機製作所の創業者で社長の島正博の妻が社長で同社の発行済み株式の9.43%を保有する筆頭株主である和島興産が2006年（平成18年）6月22日に再生計画を発表して買収。施設改装を行い、2007年（平成19年）10月25日に複合施設「フォルテワジマ」としてオープンした。